# Зохраббеков, Анатолий Гасан оглы
Анатолий Гасан оглы (Гасанович) Зохраббеков (азерб. Anatoli Həsən oğlu Zöhrabbəyov; 14 мая 1909, Бакинский уезд, Бакинская губерния, Российская империя — 22 апреля 1946, Баку, Азербайджанская ССР, СССР) — один из первых азербайджанских советских писателей, публиковавших свои произведения на русском языке. Среди них выступил основоположником жанра исторического романа, при создании которого применил метод историзма. Занимался написанием детских рассказов и лирических произведений, сборник которых был выпущен в 1940 году. Бо́льшая часть последних положена на музыку. Работал в области перевода: в частности, занимался переводом стихотворений лирического характера, а также поэмы «Искандер-наме» Низами Гянджеви. Увлёкшись изучением азербайджанской истории и литературы средних веков, в 1941 году приступил к написанию романа «Страна огней», посвящённого борьбе арабов за обладание Апшеронским полуостровом в XII веке. Первую часть, напечатанную впоследствии в 1945 году в журнале «Дружба народов» и оформленную М. Ю. Рахманзаде, закончил уже после начала Великой Отечественной войны. В Азербайджанской ССР выдержал 6 изданий на русском языке.
Родился 14 мая 1909 года в семье железнодорожника. В 1931 году окончил Азербайджанский педагогический институт имени В. И. Ленина по специальности «инженер». Умер 22 апреля 1946 года.